# Marek Kolbowicz
Marek Antoni Kolbowicz (ur. 11 czerwca 1971 w Szczecinie) – polski wioślarz, czterokrotny mistrz świata, mistrz olimpijski z Letnich Igrzysk Olimpijskich w Pekinie (2008).

## Życiorys
Ukończył Technikum Mechaniczne w Szczecinie, następnie studia w Instytucie Kultury Fizycznej Uniwersytetu Szczecińskiego (1997), w 2002 został pracownikiem naukowym w Zakładzie Sportów Różnych US.
Wychowanek klubu Czarni Szczecin, a od 1990 zawodnik AZS Szczecin. Pięciokrotnie uczestniczył w letnich igrzyskach olimpijskich (Atlanta 1996, Sydney 2000, Ateny 2004, Pekin 2008, Londyn 2012). W Pekinie wywalczył złoty medal w czwórkach podwójnych. Czterokrotnie zdobywał mistrzostwo świata w konkurencji czwórek podwójnych mężczyzn (2005, 2006, 2007, 2009). W 2010 wywalczył ponadto mistrzostwo Europy w czwórce podwójnej. Jego partnerami przy odnoszeniu tych sukcesów byli Konrad Wasielewski, Adam Korol, Michał Jeliński. Wcześniej Marek Kolbowicz był brązowym medalistą MŚ w dwójce podwójnej (z Adamem Korolem w 1998) oraz wicemistrzem świata (2002) i brązowym medalistą MŚ (2003) w czwórce podwójnej (z Adamem Bronikowskim, Adamem Korolem i Sławomirem Kruszkowskim).
Został członkiem komitetu poparcia Bronisława Komorowskiego przed wyborami prezydenckimi w 2010 i w 2015. W wyborach samorządowych w 2010 został wybrany do rady miejskiej Szczecina jako kandydat Komitetu Wyborczego Wyborców Szczecin dla Pokoleń zorganizowanego przez Piotra Krzystka. W 2014 z powodzeniem ubiegał się o reelekcję. W 2018 utrzymał mandat radnego na skutek rezygnacji złożonej przez jednego z wiceprezydentów Szczecina przed rozpoczęciem kadencji. W 2024 został wybrany na kolejną kadencję.
Odznaczony Krzyżem Kawalerskim Orderu Odrodzenia Polski (2008), uhonorowany tytułem Ambasadora Szczecina. Wygrywał plebiscyty na najpopularniejszego sportowca ziemi szczecińskiej.

## Osiągnięcia
Igrzyska olimpijskie
- Atlanta 1996 – czwórka podwójna – 9. miejsce[9]
- Sydney 2000 – dwójka podwójna – 6. miejsce[10][9]
- Ateny 2004 – czwórka podwójna – 4. miejsce[10][9]
- Pekin 2008 – czwórka podwójna – 1. miejsce[10][9]
- Londyn 2012 – czwórka podwójna – 6. miejsce[10][9]

Mistrzostwa świata
- Kolonia 1998 – dwójka podwójna – 3. miejsce[10]
- Sewilla 2002 – czwórka podwójna – 2. miejsce[10]
- Mediolan 2003 – czwórka podwójna – 3. miejsce[10]
- Gifu 2005 – czwórka podwójna – 1. miejsce[10]
- Eton 2006 – czwórka podwójna – 1. miejsce[10]
- Monachium 2007 – czwórka podwójna – 1. miejsce[10]
- Poznań 2009 – czwórka podwójna – 1. miejsce[10][11]

Mistrzostwa Europy
- Montemor-o-Velho 2010 – czwórka podwójna – 1. miejsce[11]